# 李峻德
李峻德，正黄旗人，是一名清朝政治人物。岁贡出身。
李峻德曾于1720年接替李源长任华亭县知县一职，1721年由梁植接任。